# O Bom Pastor (2006)
The Good Shepherd (bra/prt: O Bom Pastor) é um filme estadunidense de 2006 dos gêneros drama, suspense e espionagem, dirigido por Robert De Niro, com roteiro de Eric Roth.
Estrelado por Matt Damon e Angelina Jolie, além de um extenso elenco de apoio, é um filme de ficção porém vagamente baseado em casos reais para contar a "história não contada" do nascimento da contrainteligência na Agência Central de Inteligência (CIA). O protagonista Edward Wilson (Matt Damon) é inspirado em James Jesus Angleton e Richard M. Bissell. 
Esta filme marca o regresso de Joe Pesci, após um hiato de seis anos. 

## Prêmios e indicações
| Prêmio     | Categoria              | Recipiente        | Resultado |
| ---------- | ---------------------- | ----------------- | --------- |
| Oscar 2007 | Melhor direção de arte | Jeannine Oppewall | Indicado  |

## Elenco
- Matt Damon ..... Edward Wilson

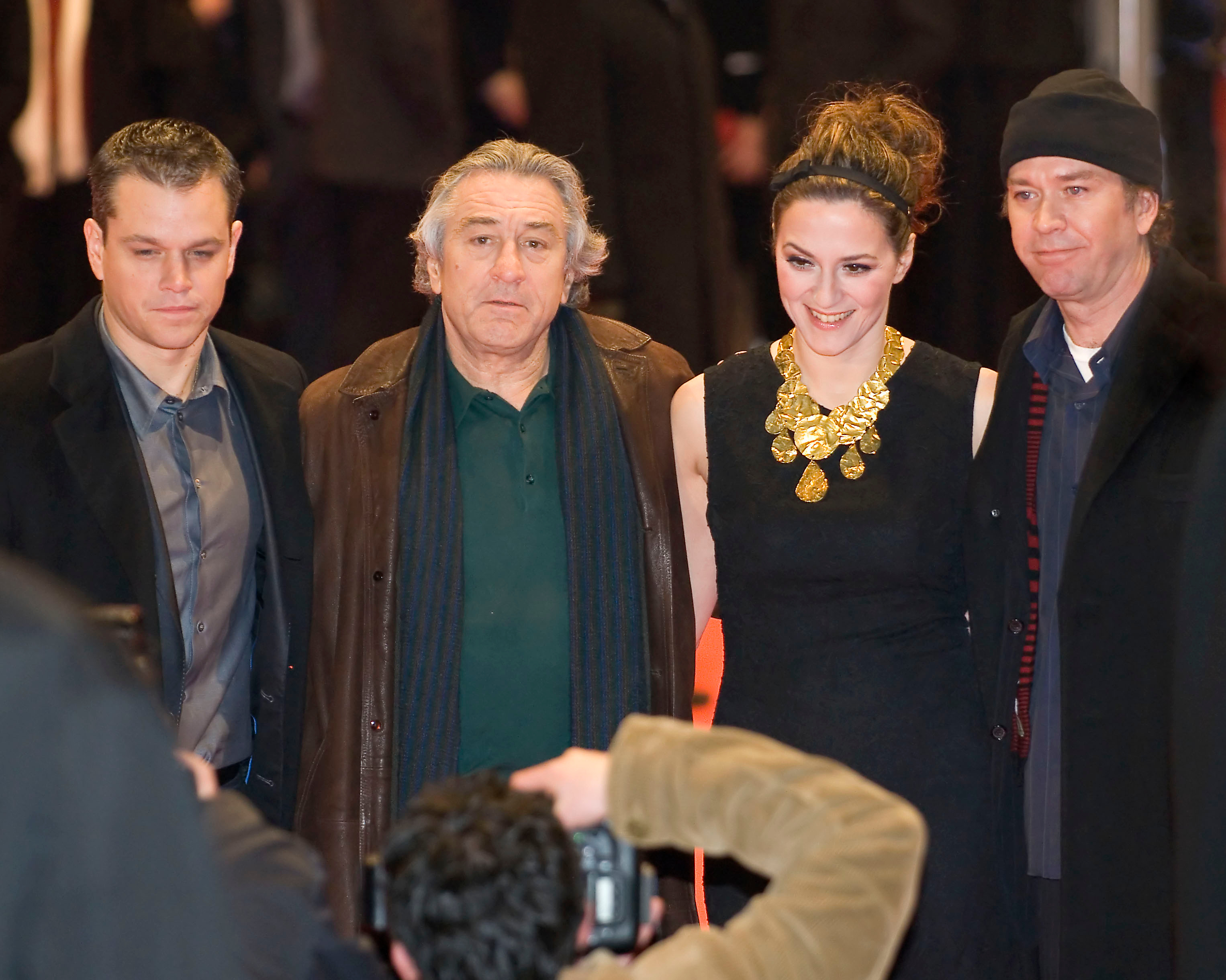
Damon, De Niro, Gedeck e Hutton em 2007, na estreia do filme em Berlim

- Angelina Jolie ..... Margaret "Clover" Russell Wilson
- Robert De Niro ..... gen. William Sullivan
- Alec Baldwin ..... agente Sam Murach
- William Hurt ..... Philip Allen
- Joe Pesci ..... Joseph Palmi
- John Turturro ..... Ray Brocco
- Billy Crudup ..... Arch Cummings
- Tammy Blanchard ..... Laura
- Michael Gambon ..... Dr. Fredericks
- Timothy Hutton ..... alm. Thomas Wilson
- John Sessions ..... Valentin Mironov n.º 1
- Keir Dullea ..... sen. John Russell
- Martina Gedeck ..... Hanna Schiller
- Gabriel Macht ..... John Russell Jr.
- Lee Pace ..... Richard Hayes
- Eddie Redmayne ..... Edward Wilson Jr.
- Mark Ivanir ..... Valentin Mironov  n.º 2
- Oleg Stefan ..... Ulysses/Stas Siyanko
- Liya Kebede ..... Miriam

## Sinopse
Desde sua trágica infância Edward Bell Wilson (Matt Damon) aprendeu a ser discreto e ter compromisso com a honra. Em 1939, quando era aluno da Universidade de Yale, foi recrutado para participar da sociedade secreta Skull and Bones, uma fraternidade voltada para desenvolver futuros líderes mundiais. Sua mente afiada, a reputação irretocável e sua crença nos valores americanos o tornaram o candidato ideal para uma carreira na Inteligência. Com isso Edward é selecionado para integrar o Office of Strategic Services (OSS), durante a Segunda Guerra Mundial. Neste período Edward e seus companheiros trabalham na criação da CIA, uma organização em que a duplicidade é uma exigência e que nada aparenta ser o que realmente é.